# Brügger Frühmette

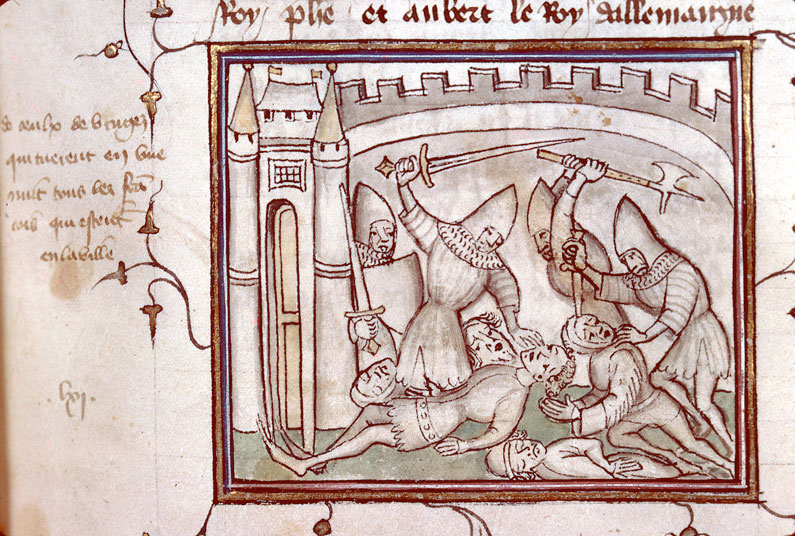
Brügger Frühmette (Darstellung von 1384)

Die Brügger Frühmette (frz. Matines de Bruges, nl. Brugse Metten) war ein Massaker in den frühen Morgenstunden des 18. Mai 1302, das Aufständische in der flämischen Stadt Brügge an der französischen Garnison verübten.
Brügge hatte die exklusiven Rechte am Wollhandel mit England. Als der englische König Eduard I. damit begann, die Wolle unmittelbar an die Weber zu verkaufen, wandten sich die Bürger der Stadt an ihren Lehnsherrn, den französischen König Philipp den Schönen, damit dieser ihre Monopolstellung sichere.
Philipp legte eine französische Garnison in die Stadt, Gouverneur wurde Jacques de Châtillon, der sich in der Folge durch Hilflosigkeit und Brutalität hervortat und dadurch die Einwohner der Stadt gegen sich und die französische Garnison aufbrachte. In den frühen Morgenstunden des 18. Mai 1302 drangen Aufständische unter Führung von Jan Breydel und Pieter de Coninck in die Häuser ein, in denen die Franzosen einquartiert waren und töteten alle, derer sie habhaft werden konnten. Nur der Gouverneur Jacques de Châtillon und einige weitere Soldaten entkamen dem Angriff.
Nach dem Massaker wurden Breydel und de Coninck als Volkshelden gefeiert. Innerhalb weniger Tage schlossen sich die anderen flämischen Städte mit Ausnahme Gents dem Aufstand an. Die Brügger Frühmette führte unmittelbar zur Sporenschlacht am 11. Juli 1302, bei der die Franzosen unterlagen und mittelbar zur Schlacht von Mons-en-Pévèle am 18. August 1304, nach der beide Parteien den Sieg für sich reklamierten.